# Bataille de Romani
Pour les articles homonymes, voir Romani (homonymie).
Campagne du Sinaï et de la Palestine, Première Guerre mondiale
La bataille de Romani, livrée du 3 au 5 août 1916 pendant la Première Guerre mondiale, oppose les forces de l'Empire britannique à celles de l'Empire ottoman, soutenu par l'Allemagne et l'Autriche-Hongrie, dans la péninsule du Sinaï. Elle se conclut par une victoire britannique.

## Contexte

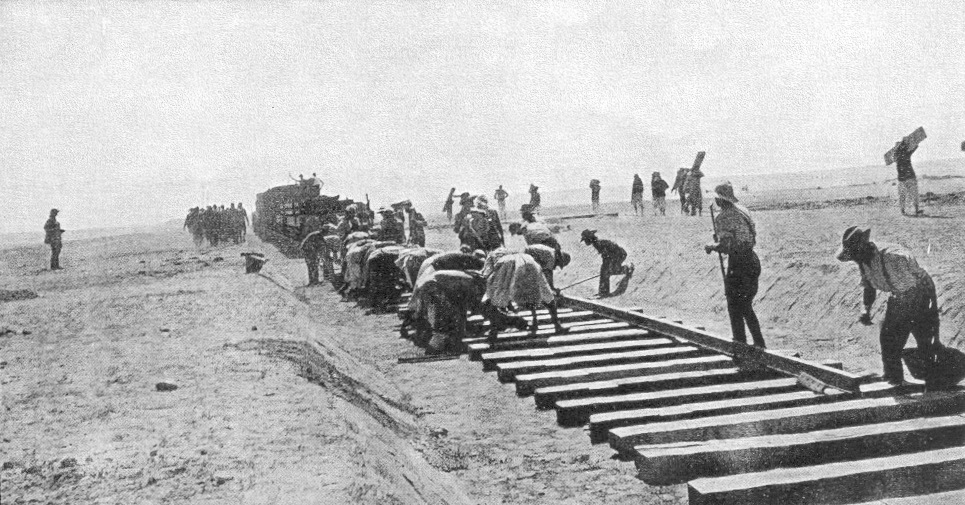
Pose du chemin de fer britannique dans le Sinaï, v. 1916

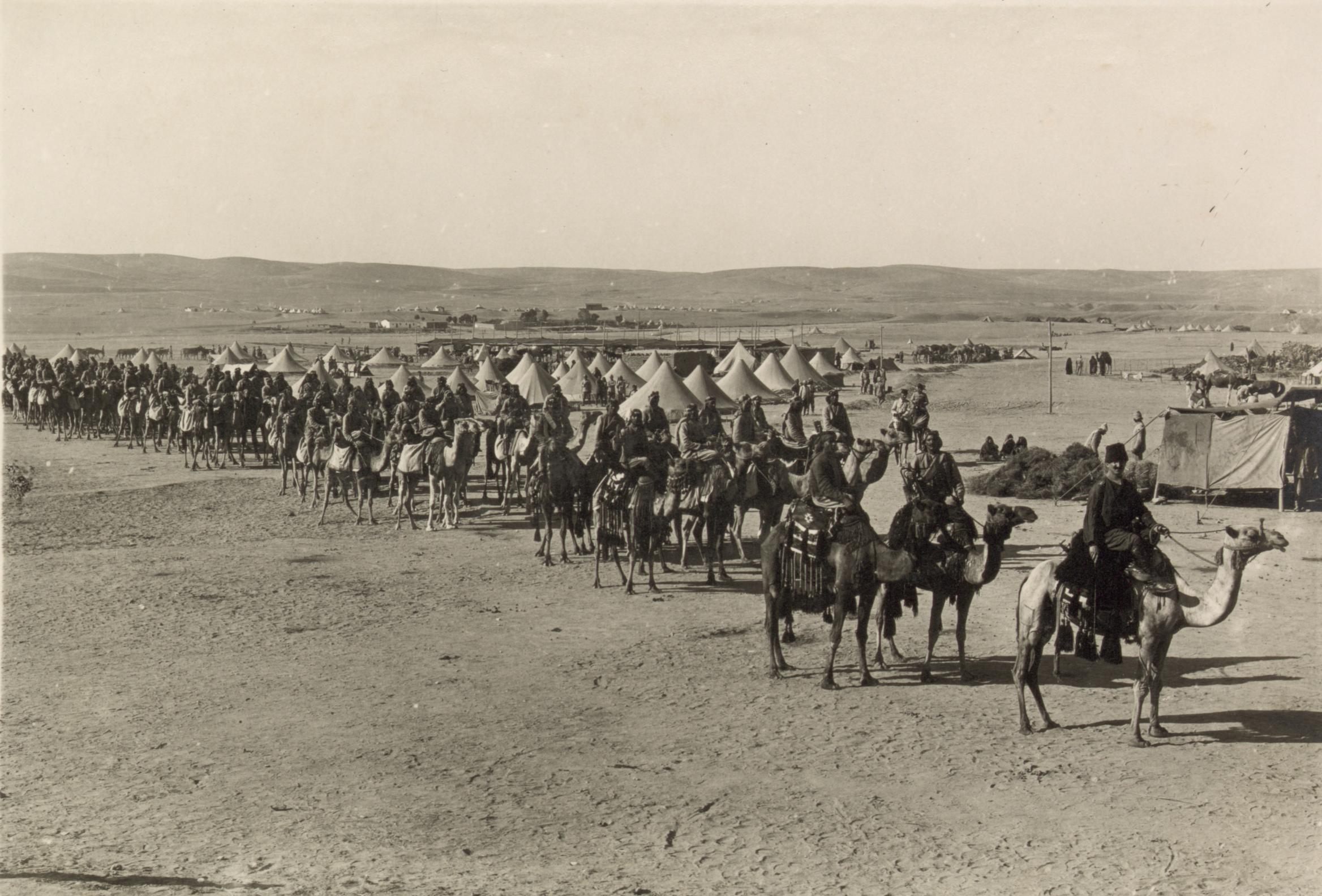
Corps méhariste ottoman à Beersheba en 1915

La Première Guerre mondiale au Moyen-Orient est marquée par une série d'affrontements non décisifs. En janvier-février 1915, la première offensive ottomane contre le canal de Suez, tenu par les Britanniques, a été un échec, mais les forces britanniques ont subi deux lourdes défaites à la bataille des Dardanelles (avril 1915-janvier 1916) où leur corps expéditionnaire a fini par se rembarquer après de lourdes pertes, et au siège de Kut-el-Amara en Irak (décembre 1915-avril 1916) où leur armée encerclée a dû capituler devant les Ottomans. Djemal Pacha, chef de la 4e armée ottomane et gouverneur de la Syrie ottomane, prépare une nouvelle offensive pour s'emparer du canal et du sultanat d'Égypte, devenu un protectorat britannique. Il rassemble des forces importantes : 8 divisions ottomanes appuyées par l'Asien-Korps allemand du général Friedrich Kress von Kressenstein et par un détachement d'artillerie austro-hongroise (de). Le 23 avril 1916, les Germano-Ottomans capturent un avant-poste de la Yeomanry britannique à la bataille de Katia, à l'est du canal, mais sont repoussés lors d'une attaque parallèle à Duidar. Le général britannique Archibald Murray, chef de l'Egyptian Expeditionary Force, obtient des renforts importants, son effectif passant d'une brigade à deux, et fait construire une canalisation d'eau et un chemin de fer à voie étroite pour faciliter les mouvements de ses troupes. En juillet, il apprend la présence d'une importante concentration de forces adverses à Katia, non loin du lac Bardawil, près du site antique de Péluse, menaçant la position britannique de Romani (Bir ar Rummanah).

## Bataille

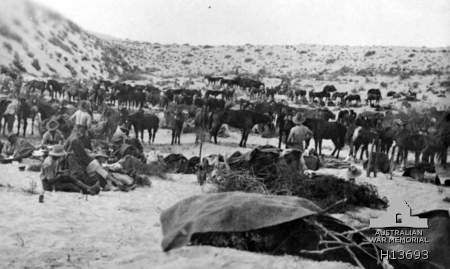
Cavalerie légère australienne près de Romani, 1916

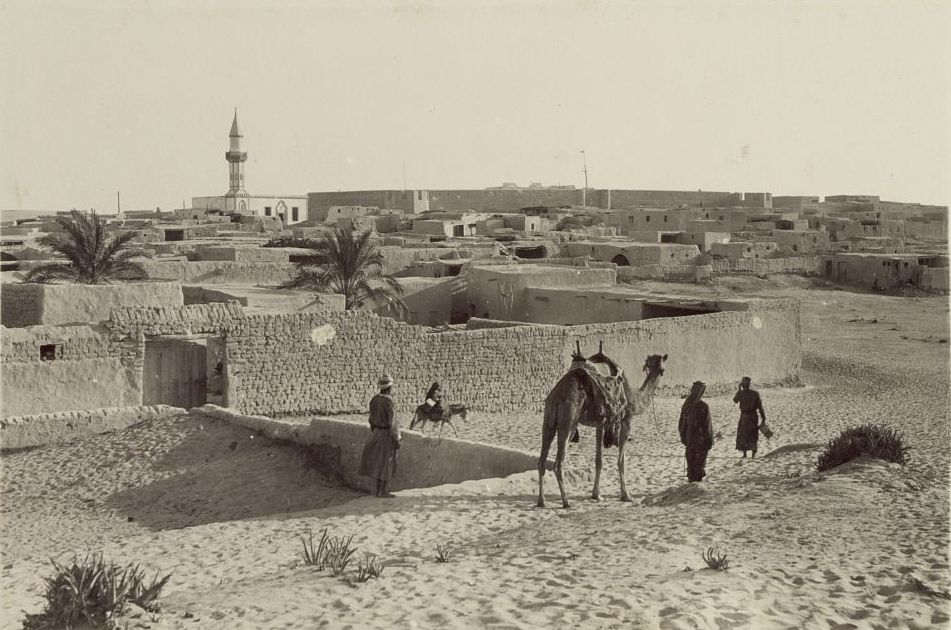
El-Arich en 1916

La garnison britannique commandée par Herbert Alexander Lawrence (en) comprend la division montée de l'ANZAC (général Harry Chauvel), partie du corps d'armée australien et néo-zélandais (en anglais : Australian and New Zealand Army Corps), et la 52e division d'infanterie britannique Lowland (général Wilfrid E.B. Smith). Le 20 juillet, une première attaque de l'avant-garde ottomane contre Romani est repoussée par l'ANZAC. Dans la nuit du 3 au 4 août, l'attaque principale est lancée par l'Asien-Korps et la 3e division ottomane, commandés par Kress von Kressenstein et Refet Bey (en). Dans la journée du 4, les combats se poursuivent dans un sable épais et sous une chaleur accablante. Le soir du 5, les Germano-Ottomans doivent se replier vers Katia.
Du 6 au 9 août, la cavalerie australo-néo-zélandaise poursuit les forces adverses, faisant de nombreux prisonniers. La poursuite se termine le 12 août quand les Germano-Ottomans abandonnent leur base de Bir al-Abed (en) et se replient vers El-Arich.

## Conséquences
Cette bataille, qui n'a engagé que des effectifs limités (14 000 Britanniques et Australo-Néo-Zélandais contre 16 000 Germano-Ottomans), met fin à la dernière offensive tentée par les Empires centraux en direction de l'Égypte. Elle contribue à relever le prestige des Alliés dans la région, donne un encouragement à la révolte arabe du Hedjaz qui a commencé en juin 1916 et prépare l'offensive britannique vers la Palestine qui s'ouvre avec la bataille de Magdhaba en décembre 1916.

## Commandants

Commandants de la bataille de Romani
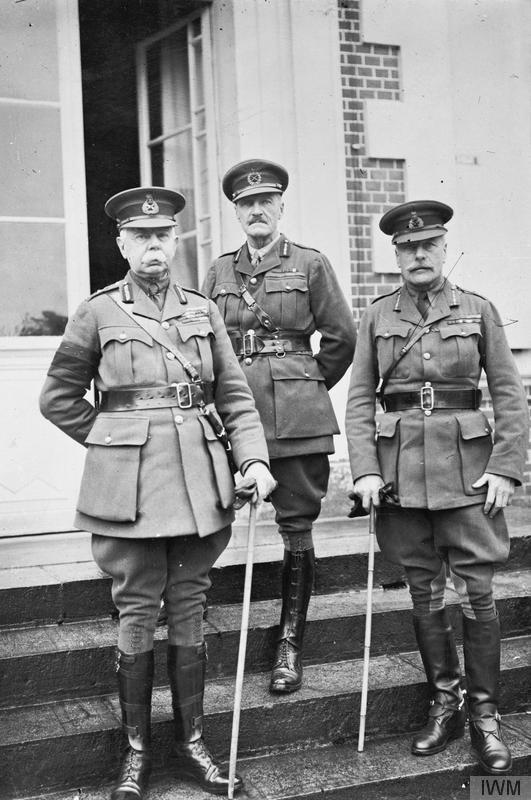
Général Herbert Alexander Lawrence (au centre) sur le front de Belgique en 1917
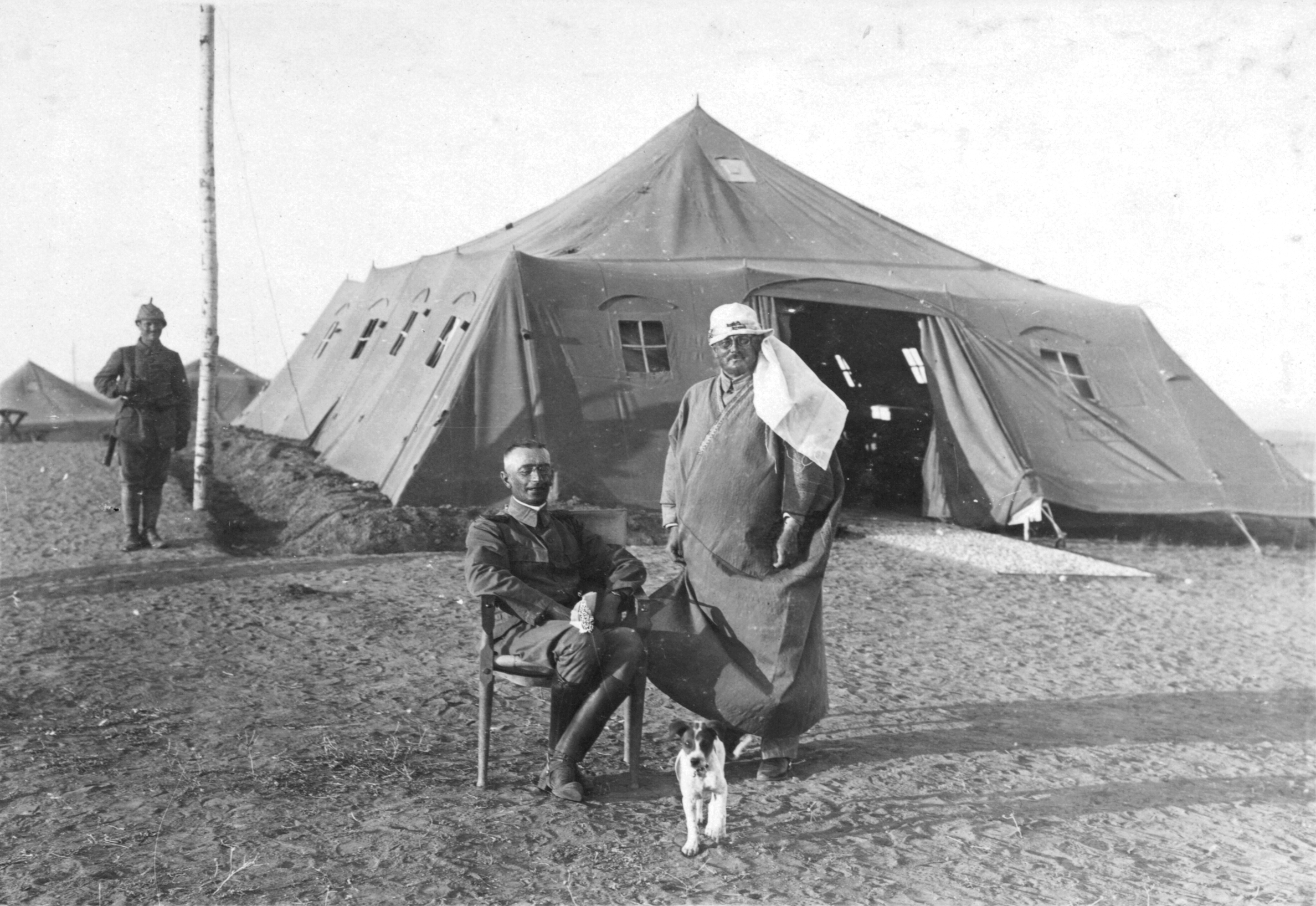
Général Kress von Kressenstein et colonel Gott dans le désert du Sinaï en 1916
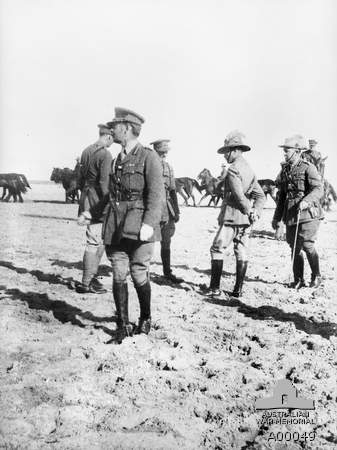
De g. à dr., les généraux Philip Chetwode (RU), Henry Chauvel (Austr.) et John Royston (Austr.) dans le désert du Sinaï en 1917
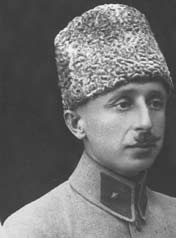
Refet Bey v. 1920-1923

## Sources et bibliographie
- (en) Cet article est partiellement ou en totalité issu de l’article de Wikipédia en anglais intitulé « Battle of Romani » (voir la liste des auteurs) dans sa version du 16 juillet 2017.